# Хажуев, Владимир Шамилович
Владимир Шамилович Хажуев — советский хозяйственный, государственный и политический деятель.

## Биография
Родился в 1938 году в Тереке. Член КПСС.
С 1959 года — на хозяйственной, общественной и политической работе. В 1959—2020 годах — старший мастер на Прохладненском ремонтном заводе, старший инженер- конструктор, начальник технического отдела, главный инженер, директор, генеральный директор Кабардино-Балкарского ЗАИ имени Ленинского комсомола, Министр промышленности, транспорта и связи КБР, председатель Совета директоров АО «Терекалмаз», председатель Совета местного самоуправления Терского района КБР.
За создание массового производства отечественного алмазного инструмента на базе новых научно-технических решений, обеспечивших высокие темпы развития алмазной отрасли и удовлетворение потребностей народного хозяйства был в составе коллектива удостоен Государственной премии СССР в области науки и техники 1977 года.
Живёт в Тереке.